# HU-16信天翁式水陸兩用機
HU-16 信天翁是一種大型雙星型發動機兩棲飛行艇，主要被美國空軍、美國海軍、美國海岸巡防隊和加拿大皇家空軍用作搜救的飛機。它最初被命名為美國空軍的SA-16和美國海軍及美國海岸巡防隊的JR2F-1和UF-1，1962年被重命名為HU-16。

## 設計和開發
信天翁飛機是格魯曼公司G-73綠頭鴨式的改良型，可在海洋環境中降落以執行救援任務。其V型船底和龍骨使其能夠在海上降落。信天翁的設計適合在1.2 公尺的海浪中著陸，並能在更惡劣的條件下著陸，但3公尺以上的海浪中起飛時需要噴氣輔助起飛或助推火箭。
信天翁最初在左翼的吊艙中搭載了一台APS-31A雷達。然而機身阻擋了雷達搜索飛機右側的能力，因此在後期的SA-16A上它被移到了機頭。

## 服役歷史

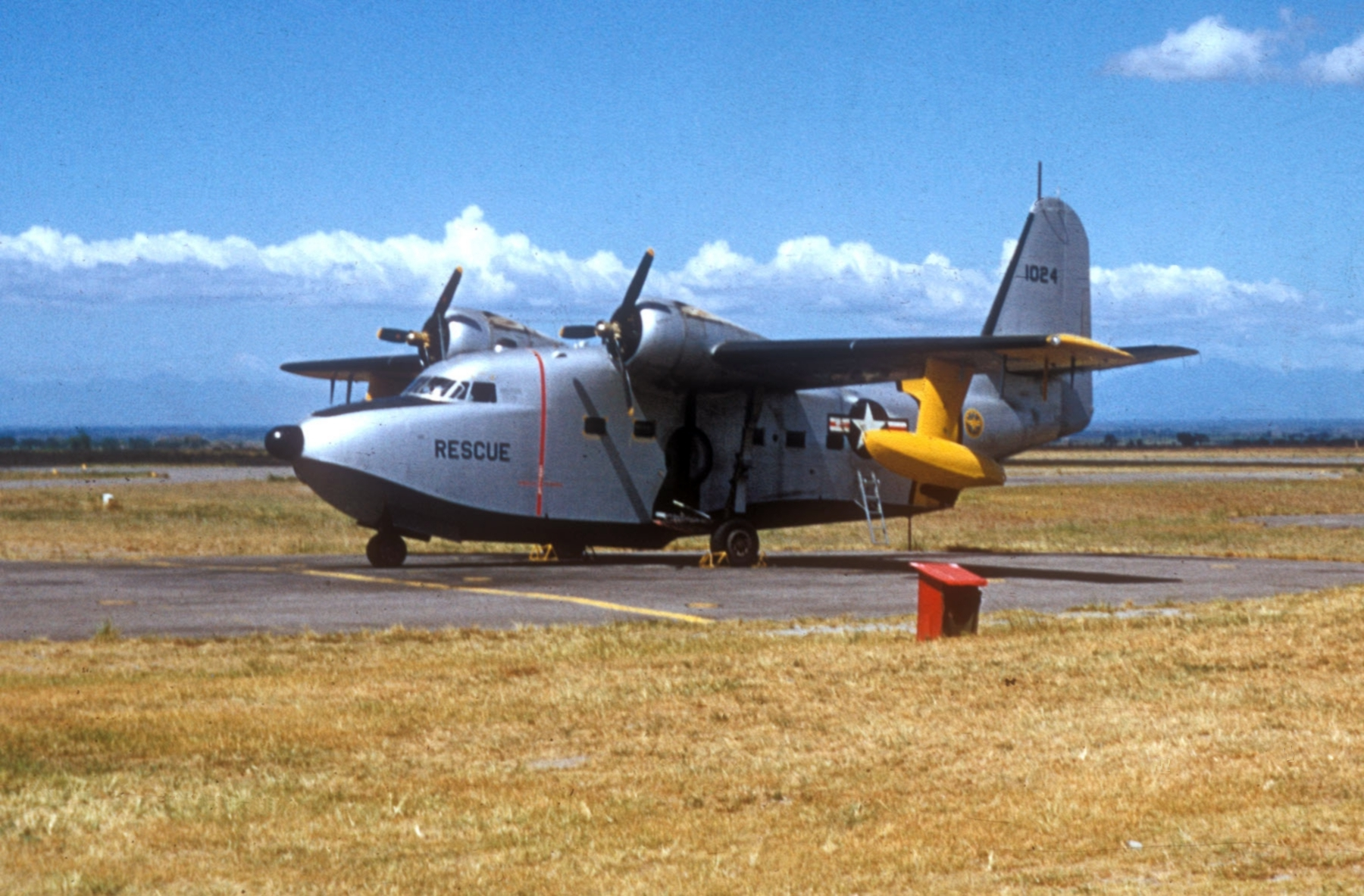
韓戰期間的美國空軍 SA-16A

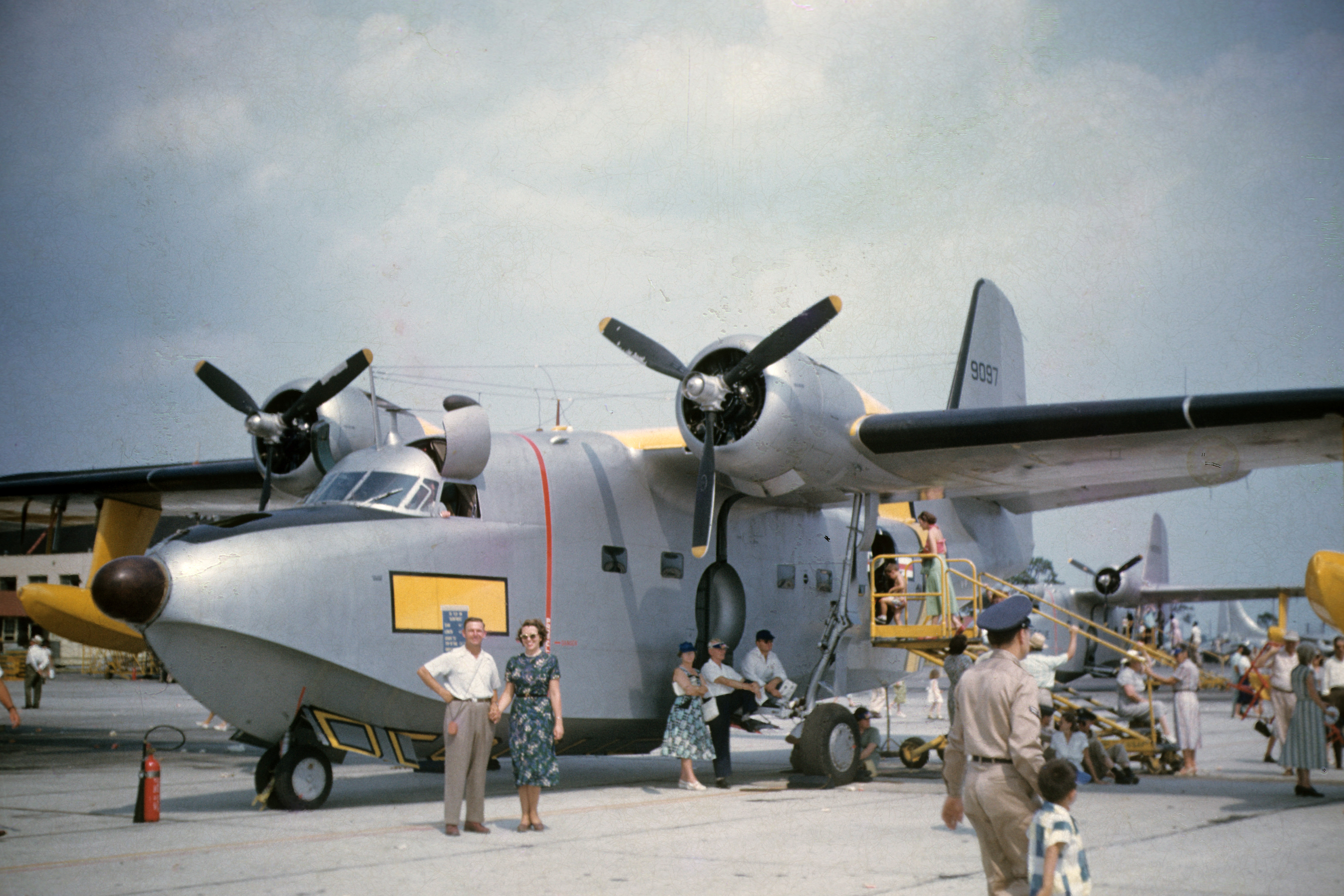
1951或1952年初，佛州麥克迪爾空軍基地的HU-16信天翁

大多數HU-16主要給美國空軍使用，主要用於搜救任務，最初被指定為SA-16。美國空軍在韓國廣泛使用SA-16進行救援，並獲得了堅固耐用、高適航性的美譽。後來重新設計的HU-16B（長翼型）被美國空軍航空救援服務處使用，並在越南戰爭期間廣泛參與了戰鬥。此外，1956年至1971年間，少數空軍國民警衛隊空中突擊隊裝備了HU-16用於特種部隊的秘密滲透和撤離。
美國海軍也將HU-16C/D用作國內外沿海海軍航空站的搜救飛機。在越戰期間，它被用作作戰支援飛機，並執行從關島海軍航空站起飛的任務。美國海軍HU-16經常從關島阿加納海軍航空站等地使用噴氣輔助起飛進行開放水域著陸和水上起飛訓練。
1957年10月，一架SA-16B飛往撒丁島東南偏南120海浬處接一名F-100飛行員。在找到飛行員後，確認因著陸造成的損壞使飛機無法起飛，飛行員滑行45海裡前往突尼西亞，然後由一艘法國輕型護衛艦拖曳完成剩餘的航程。創下了空軍從水上滑行至陸地的最長時間記錄。
1964年2月，一架美國空軍HU-16B被派去回收從肯尼迪角空軍基地發射的飛彈的鼻錐，但由於海浪洶湧，直升機被迫滑行返回陸地，但燃料耗盡。由於附近船隻都沒有攜帶航空汽油，一輛加油車被綁在美國海岸防衛隊「蜀葵號」的甲板上，為飛機加油，在海面上停留了五天後，飛機終於能夠起飛。
1966年3月14日，一架HU-16B（序號 51-071）營救一架在北部灣上空彈射出來的F-4C機組人員。在降落接飛行員之後，飛機被附近海岸發射的砲彈擊中，導致無線電操作員死亡，飛行機械師重傷。飛機隨後沉沒，綁在飛機上的傘兵溺斃。飛行員、副駕駛、飛行機械師、領航員和兩名F-4機組人員隨後被H-3直升機救起。領航員唐納德·普萊斯上尉後來因其英勇行為而被授予空軍十字勳章。
HU-16被美國海岸防衛隊用作沿海和遠程搜救飛機多年，直到被HU-25衛士和HC-130大力士取代。
美國空軍HU-16的最後一次飛行是1973年7月，在當月創下了32,883英尺的高度記錄後，空軍序號51-5282交付給位於俄亥俄州賴特帕特森空軍基地的美國國家空軍博物館。
最後一次美國海軍HU-16飛行是在1976年8月13日，當時一架信天翁被運送到佛州彭薩科拉海軍航空站的國家海軍航空博物館。
美國海岸防衛隊HU-16的最後一次飛行是在1983年3月，當時在科德角進行，隨後美國海岸防衛隊退役了HU-16。信天翁繼續在其他國家的軍隊中使用，最後一架於 1995年由希臘海軍退役。
巴基斯坦空軍於1958年至1968年間使用了4架SA-16A，這些飛機是透過MAP計畫接收的。第4中隊駐紮在德里格路空軍基地時就配備了它們。在第二次印巴戰爭期間，SA-16用於海上偵察和沿海巡邏。
印尼空軍擁有1958年收購8架UF-1和1977年收購4架西德海軍UF-2S全部被分配到第5航空中隊，並於80年代退役。印尼海軍還擁有兩架1960年接收的UF-2。1962年的特里科拉行動期間，第5航空中隊的5架UF-1被部署在前線機場。它們被用於各種任務，如海上巡邏、搜救、氣象觀察和前方空中管制。其中一架失踪，推測在1962年5月17日的搜救任務中進入積雨雲後墜入大海。兩架印尼海軍的UF-2也在特里科拉行動期間部署到馬魯古群島。1975年，印尼空軍的三架信天翁參與了入侵東帝汶的海上巡邏任務。由於入侵初期對地攻擊機短缺，信天翁進行了改裝，以便能夠裝備白朗寧M2重機槍、炸彈和火箭。信天翁只執行過一次對地攻擊任務。
加拿大皇家空軍操作格魯曼信天翁，編號為「CSR-110」。

## 變體
軍用型
- XJR2F-1

原型機，建造了兩架。最初被稱為“鵜鶘”。
- HU-16A

美國空軍版本。最初編號為SA-16A。
- HU-16A

印尼版本。最初編號為UF-1。
- HU-16B

美國空軍改版，採用加長機翼。最初編號為SA-16B。
- SHU-16B

出口版，改良的HU-16B，用於反潛。機頭裝有AN/APS-88雷達，機尾裝有磁異常偵測器
- HU-16C

美國海軍版本。最初編號為UF-1。
- LU-16C

配備雪橇的美國海軍版本。原編號為UF-1L。
- TU-16C

美國海軍用作導航教練機。原編號為UF-1T。
- HU-16D

美國海軍版本經過修改，配備了長翼。最初編號為UF-1。
- HU-16D

德國版本採用長翼設計。最初編號為UF-2。
- HU-16E

美國海岸防衛隊改良型，採用長翼。最初編號為UF-2G。
- HU-16E

美國空軍版本改良型，採用長翼。最初編號為SA-16A。
- G-111

民航版本，源自美國空軍、日本航空自衛隊和德國版
- PF-1

海上巡邏版
- CSR-110

加拿大皇家空軍版本
- G-111T

採用現代化航空電子設備和渦輪螺旋槳發動機新飛機。
- S-16

巴西空軍對 HU-16A 的命名。最初命名為A-16、U-16，後來命名為M-16。
- AD.1

西班牙空軍為HU-16命名的編號。

## 使用國
阿根廷
- 阿根廷空軍3架飛機。
  - 阿根廷海軍航空兵－4架飛機。

 巴西
- 巴西空軍

 加拿大
國際試飛員學校
- 加拿大皇家空軍
  - 第442運輸與救援中隊

 智利
- 智利空軍

 中華民國

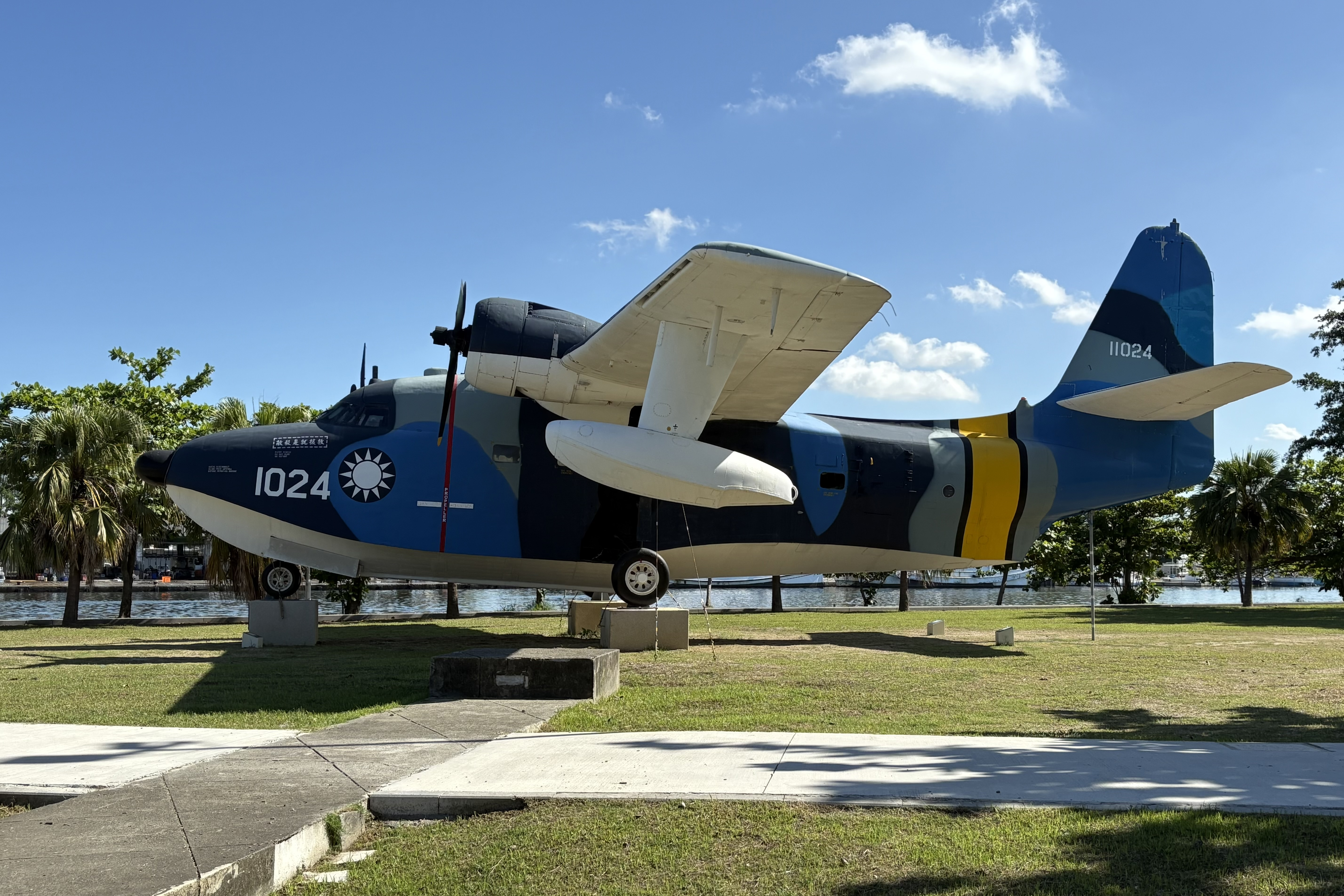
中華民國空軍HU-16A水陸兩用機

- 中華民國空軍 — HU-16A×14架、HU-16B×2架
  - 第四聯隊
    - 空軍救護隊

於1956年7月起加入空軍服役，共接收14架HU-16A與2架HU-16B，俗稱「水鴨子」，機首駕駛座旁有「救援就是殺敵」字樣。總隊部雖然在嘉義，但各基地均有派駐飛機。1975年以後，因為機體逐漸老化、機艙滲水及鏽蝕問題嚴重，已經取消在水面或海面的起降作業，於1987年8月1日除役。目前台灣現存公開展示機有3架，1架保存在嘉義基地外(1012)，其餘2架分別在台南市港濱歷史特色公園(1024)和岡山航空教育展示館(1023)，做為陳列展示機。
台南的展示機原為桃園航空科學館的展示機，因展示場需改建為第三航廈而遷移至台南。而嘉義的展示機，為目前現存世界最古老的HU-16展示機。
 德国
- 德國海軍

 希腊
- 希臘空軍

 印度尼西亞
- 印尼海軍
- 印尼空軍

 義大利
- 義大利空軍

 日本
- 日本海上自衛隊

 马来西亚
- 馬來西亞皇家空軍

 墨西哥
- 墨西哥海軍

 挪威
- 挪威皇家空軍

 巴基斯坦
- 巴基斯坦空軍

 秘魯
- 秘魯空軍

 菲律賓
菲律賓空軍
 葡萄牙
- 葡萄牙空軍

 西班牙
- 西班牙空軍

 泰國
- 泰國皇家海軍

 美国
- 美國空軍
- 美國海岸巡防隊
- 美國海軍
  - 南極開發第六中隊

## 規格 (HU-16B)
参考资料：Albatross: Amphibious Airborne Angel, United States Navy Aircraft since 1911, Jane's All the World's Aircraft 1958-59 Grumman Albatross: A History of the Legendary Seaplane
基本信息
- 机组：4-6
- 容量：10 passengers
- 長度：62英尺10英寸（19.15）
- 翼展：96英尺8英寸（29.46）
- 高度：25英尺10英寸（7.87）
- 机翼面积：1,035平方英尺（96.2平方）
- 翼型：NACA 23017[22]
- 空重：22,883磅（10,380）
- 总重：30,353磅（13,768）
- 最大起飛重量：37,500磅（17,010）
- 燃料容量：675 US gal（562.1 imp gal；2,555.2 l） internal fuel + 400 US gal（333.1 imp gal；1,514.2 l） in wingtip floats + two 300 US gal（249.8 imp gal；1,135.6 l） drop tanks
- 发动机：2台Wright R-1820-76A Cyclone 9，每台1,425匹馬力（1,063千瓦特）起飛功率
- 螺旋桨：3桨叶

性能
- 最大速度：236英里每小時（380每小時；205節）
- 巡航速度：124英里每小時（200每小時；108節）
- 失速速度：74英里每小時（119每小時；64節）
- 航程：2,850英里（2,477海里；4,587）
- 升限：21,500英尺（6,600）
- 爬升率：1,450英尺每分鐘（7.4每秒）

航電

- 通訊:
  - AN/ARC-27
  - AN/ARC-38
  - AN/ARR-41
  - AN/ART-33
- 識別:
  - AN/APA-89
  - AN/APX-6, -6B
  - AN/APX-28
- 導航:
  - AN/ARA-25
  - AN/APN-22
  - AN/APN-59
  - AN/APN-70
  - AN/ARN-12
  - AN/ARN-14
  - AN/ARN-18
  - AN/ARN-21A
- 搜索:
  - AN/APS-31A雷達
- 其他:
  - AN/AIC-5B 內部通訊裝置
  - AS-401/A 拖曳天線